# ژاپن در سال ۲۰۲۰
ژاپن در سال ۲۰۲۰ (انگلیسی: 2020 in Japan)، سال اول دنیاگیری کووید-۱۹ در ژاپن تعریف شد که باعث شد تحت تأثیر اقتصادی همه‌گیری کووید-۱۹ اقتصاد ملی وارد رکود شود، و تا ۱ اکتبر ۲۰۲۱ ادامه داشت. (هنگامی که وضعیت اضطراری چهارم تمام شد). علاوه بر وقایع مختلف تاریخی، مانند به تعویق افتادن بازی‌های المپیک تابستانی ۲۰۲۰ (تا سال ۲۰۲۱)

## مسئولان
- امپراتور ژاپن: ناروهیتو[۱]
- نخست‌وزیر ژاپن: شینزو آبه (تا ۱۶ سپتامبر)، یوشیهیده سوگا (از ۱۶ سپتامبر)
- دبیر ارشد کابینه ژاپن: یوشیهیده سوگا (تا ۱۶ سپتامبر)، کاتسونوبو کاتو (از ۱۶ سپتامبر)
- رئیس دیوان عالی ژاپن: نائوتو اوتانی
- رئیس مجلس نمایندگان (ژاپن): تاداموری اوشیما
- رئیس مجلس شوراها: آکیکو سانتو

## رویدادها بر اساس ماه

### ژانویه
- ۸ ژانویه - دو سازمان بزرگ یاکوزای این کشور «تروریست» اعلام شدند، یاماگوچی-گومی و کوبه یاماگوچی-گومی، که در اوت ۲۰۱۵ از سابق جدا شد، بعداً در مرکز و غرب ژاپن ممنوع شد.[۲]
- ۲۸ ژانویه - ژاپن اولین انتقال داخلی کووید-۱۹ را گزارش کرد، یکی از موارد جدید مربوط به یک راننده اتوبوس بود که اوایل این ماه دو گروه از گردشگران چینی را که از ووهان آمده بودند و از ژاپن دیدن کرده بودند، به عنوان مسافر در اتوبوس سفر کرده بودند.[۳]

### فوریه
- ۱ فوریه – در میان ترس از کووید-۱۹، کمیته سازمان‌دهی بازی‌های المپیک و پارالمپیک توکیو تلاش می‌کند تا شایعات لغو بازی‌ها را کاهش دهند. ویروس کرونا ووهان می‌تواند بین انسان‌ها منتقل شود و چالش‌های سخت‌تری را برای سازمان‌دهندگان توکیو برای مقابله با بیماری عفونی و میزبانی بازی‌های ایمن و مطمئن به وجود آورد. ممنوعیت سفر به چین، اعلام شد.[۴]
- ۶ فوریه – نخست‌وزیر شینزو آبه اعلام کرد که بازی‌های المپیک تابستانی ۲۰۲۰ به دلیل شیوع ویروس کرونا به تعویق می‌افتد یا انجام نمی‌شود.[۵]

### مارس
- ۱ مارس
  - ماراتن توکیو، که در ۱ مارس برگزار شد، قرار بود به دوندگان نخبه و ورزشکاران با ویلچر محدود شود.[۶] در ابتدا انتظار می‌رفت که ۳۸۰۰۰ نفر شرکت خواهند کرد اما با این تغییر تعداد شرکت کنندگان به ۲۰۶ کاهش می‌یابد.
  - کت راه‌آهن مرکزی ژاپن توکایدو شینکانسن 700 Series Shinkansen را با N700 Series Shinkansen برای بازی‌های المپیک تابستانی و پارالمپیک ۲۰۲۰ از زمان افتتاح آن در طول بازی‌های المپیک تابستانی ۱۹۶۴، در اصل در ۸ مارس به دلیل همه‌گیری کرونا جایگزین کرد.[۷]
- ۳ مارس – لغو بازی‌های المپیک تابستانی ۲۰۲۰، به تعویق افتادن آن توسط توماس باخ، رئیس IOC تا ۲۴ مارس.[۸]
- ۴ مارس – مشعل بازی‌های المپیک تابستانی ۲۰۲۰ می‌تواند برای جلوگیری از انتشار ویروس تنظیم شود.[۹]
- ۵ مارس
  - نخست‌وزیر شینزو آبه «جنگ» علیه همه‌گیری ویروس کرونا اعلام کرد، مانند رئیس‌جمهور تایوان تسای اینگ-ون و رئیس‌جمهور کره جنوبی مون جه-این اعلام شد. «جنگ» علیه همه‌گیری ویروس کرونا. یک روز پس از آن که او در جلسات جداگانه با هر یک از رهبران اپوزیسیون تماسی نادر برای همکاری در خطوط حزبی برقرار کرد، احزاب حاکم و اپوزیسیون روز پنجشنبه توافق کردند که در ۱۲ مارس در مورد قانون موقت دو ساله رأی‌گیری کنند.[۱۰]
  - وزارت توسعه بین‌المللی بریتانیا و آمریکا نمایندگی ایالات متحده آمریکا برای انکشاف بین‌المللی موافقت کردند که وضعیت اضطراری اعلام کنند و ۶ کشور آسیایی مانند دنیاگیری کووید-۱۹ در مالزی، دنیاگیری کووید-۱۹ در سنگاپور، دنیاگیری کووید-۱۹ در هنگ کنگ، دنیاگیری کووید-۱۹ در تایوان، دنیاگیری کووید-۱۹ در کره جنوبی، و دنیاگیری کووید-۱۹ در ژاپن علیه ویروس کرونا از دنیاگیری کووید-۱۹ در سرزمین اصلی چین با آن موافقت کردند.[۱۱]
- ۸ مارس - دولت همچنین از والدینی که به دلیل تصمیم ناگهانی آبه مبنی بر تعطیلی همه مدارس از دوشنبه گذشته تا آغاز سال تحصیلی جدید در آوریل مجبور به مرخصی برای مراقبت از فرزندان خود شده‌اند حمایت مالی خواهد کرد. .[۱۲]
- ۱۲ مارس – مجلس نمایندگان (ژاپن) ژاپن و احزاب اپوزیسیون روز پنجشنبه لایحه‌ای را تصویب کردند که به نخست‌وزیر شینزو آبه اجازه می‌دهد برای مقابله با کرونا وضعیت اضطراری اعلام کند.

### مه
- روز یکم
  - شهرها و روستاهای کوچکتر شروع به توزیع ۱۰۰۰۰۰ ین پرداخت کمک هزینه بین ساکنان کردند. انتظار می‌رود شهرداری‌های بزرگ‌تر نیز ظرف دو ماه آینده این روند را دنبال کنند.[۱۳]
  - اولین سالگرد واگذاری امپراتوری ژاپن ۲۰۱۹، ناروهیتو یک سال از صعود ناروهیتو بر تخت داوودی جشن گرفته شد و او ملکه ماساکو در جستجوی نقش خود در دوران مدرن در حالی که به تلاش والدینش برای التیام زخم‌های جنگ و بلایا ادامه می‌دهند.[۱۴]